# Leon Dyer
Leon Dyer (* 9. Oktober 1807 in Alzey; † 14. September 1883 in Louisville) war ein US-amerikanischer Oberst. 
Als Kind zog er mit seinen Eltern von Deutschland nach Baltimore. Sein Berufsleben begann er im Betrieb seines Vaters, der als Erster in den USA eine Verpackungsfirma für Rindfleisch gegründet hatte. Auf einer Geschäftsreise in New Orleans im Jahre 1836 vernahm er, dass in Texas ein Unabhängigkeitskrieg ausgebrochen war. Spontan beschloss er, den Texanern beizustehen, und schiffte sich mit einigen hundert Bürgern aus New Orleans auf einem Schoner nach Galveston ein, wo er zwei Tage nach der Schlacht von San Jacinto eintraf. Später nahm Dyer unter dem Kommando von General Winfield Scott am Zweiten Seminolenkrieg gegen Osceola, den Anführer der Seminolen, teil. Im Mexikanischen Krieg 1848 wurde er als Kriegsheld ausgezeichnet. Im selben Jahr zog er nach Kalifornien und ließ sich in San Francisco nieder, wo er die erste jüdische Gemeinde an der Pazifikküste gründete. 